# Anthrenus tuvensis
Anthrenus tuvensis là một loài bọ cánh cứng trong họ Dermestidae. Loài này được Zhantiev miêu tả khoa học năm 1976.